# Val d'Ansiei

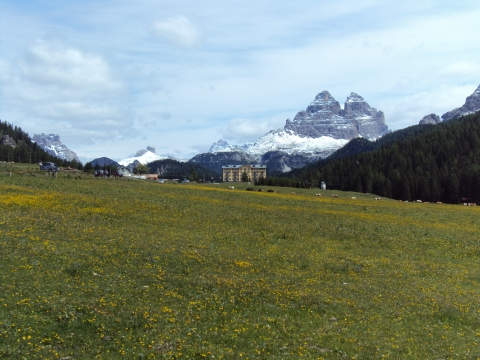
Pascoli di Misurina

La Val d'Ansièi è una valle dolomitica del Cadore, in provincia di Belluno. La valle è percorsa dall'omonimo torrente che nasce dal lago di Misurina e sfocia nel Piave, presso la località Treponti. I principali centri abitati della valle sono Misurina, Auronzo di Cadore e Cima Gogna.

## Descrizione
La valle è lunga 31 km circa, ed è conosciuta per essere sede di villeggiatura e di attività sciistiche e alpinistiche. Il centro più importante e famoso è il paese di Auronzo, che si distende lungo la valle con le sue frazioni Villapiccola, Villagrande, Reane, Giralba e le località Riziò, Pause, Orsolina, Cosderuóibe, Tornede, Stabiziane e Palùs S.Marco.
Percorrendola si aprono scorci su famosi gruppi dolomitici quali le Marmarole (2.932 m), l'Aiarnola e la Croda da Campo del gruppo del Popera (3.092 m), la Croda dei Toni (3.094 m), le Tre Cime di Lavaredo (2.999 m), il Sorapiss (3.205 m), il già citato Cristallo (3.221 m) e il Piz Popena (3.152 m), i Cadini di Misurina (2.839 m) e i Tre Scarperi (3.152 m).
Al bacino idrografico della valle, in territorio ampezzano, appartiene il lago di Sorapiss, molto conosciuto e frequentato per le sue acque color turchese. Dal lago è facilmente raggiungibile il Rifugio Alfonso Vandelli.
Le principali valli laterali sono:
- la Val Giralba (per segn. 103 (E), h. 4.30 raggiungibile il rifugio Carducci)
- la Val Marzon (per segn. 1104 (E), h. 4.30 raggiungibile il rifugio Auronzo e da qui in h. 0.30, per segn. 101 (T), il rifugio Lavaredo)
- la Val da Rin (per segn. 273 (E), h. 3 dallo Chalet La Primula, raggiungibile il rifugio Ciaréido e da qui in h. 0.30, per segn. 272 (T) oppure senza segnavia e attraverso il Pian dei Buoi in h. 1.30, il rifugio Baión)
- la Val di San Vito (per segn. 226 (E), h 4.30 raggiungibile il rifugio San Marco).

È collegata alla celeberrima località turistica di Cortina d'Ampezzo dalla Strada statale 48 delle Dolomiti attraverso il passo Tre Croci. È inoltre raggiungibile dal lago di Misurina e da Dobbiaco, nonché dal Comelico Superiore attraverso il passo di Sant'Antonio.

## Galleria d'immagini

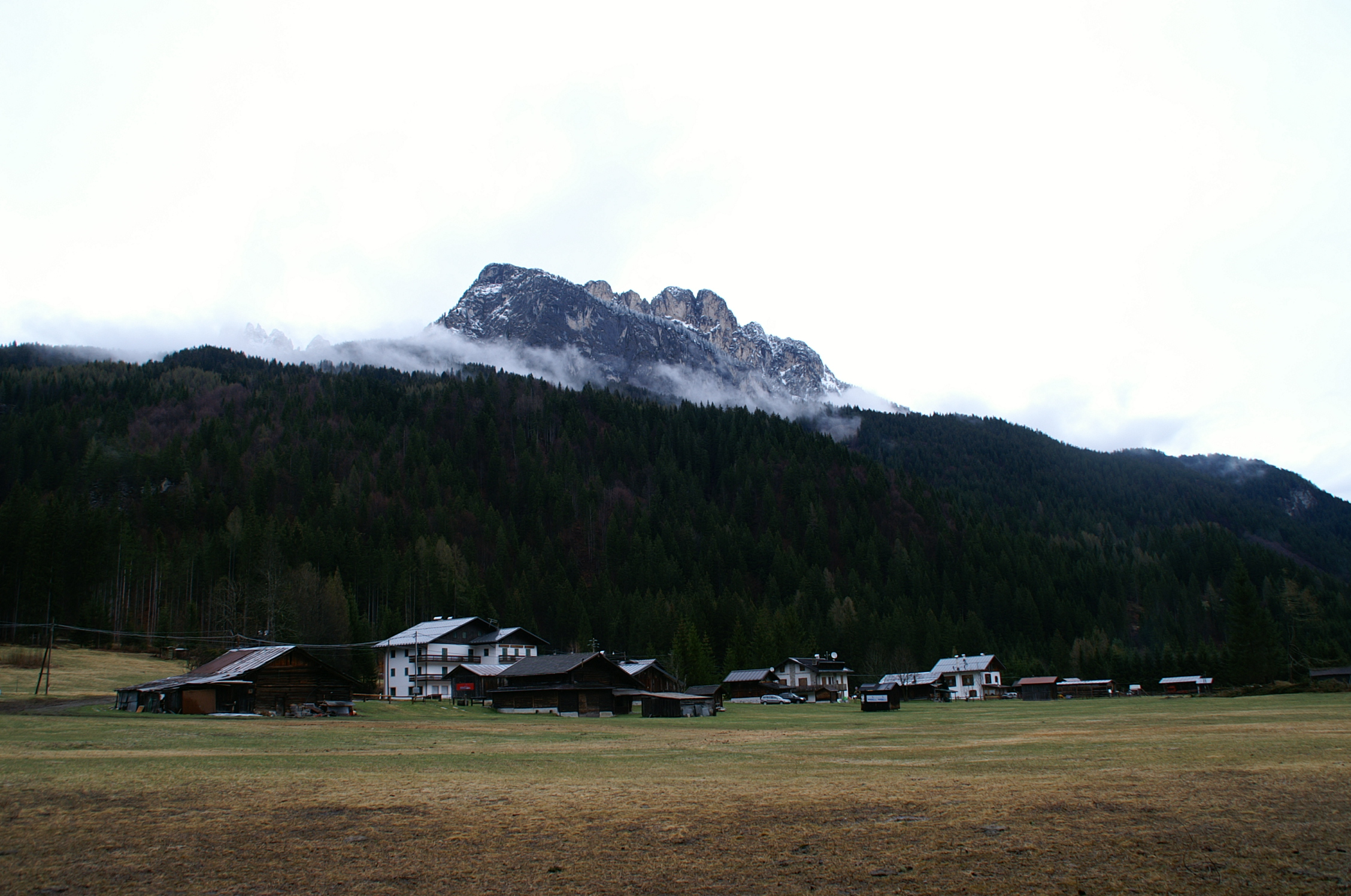
Fienili in Val d'Ansiei
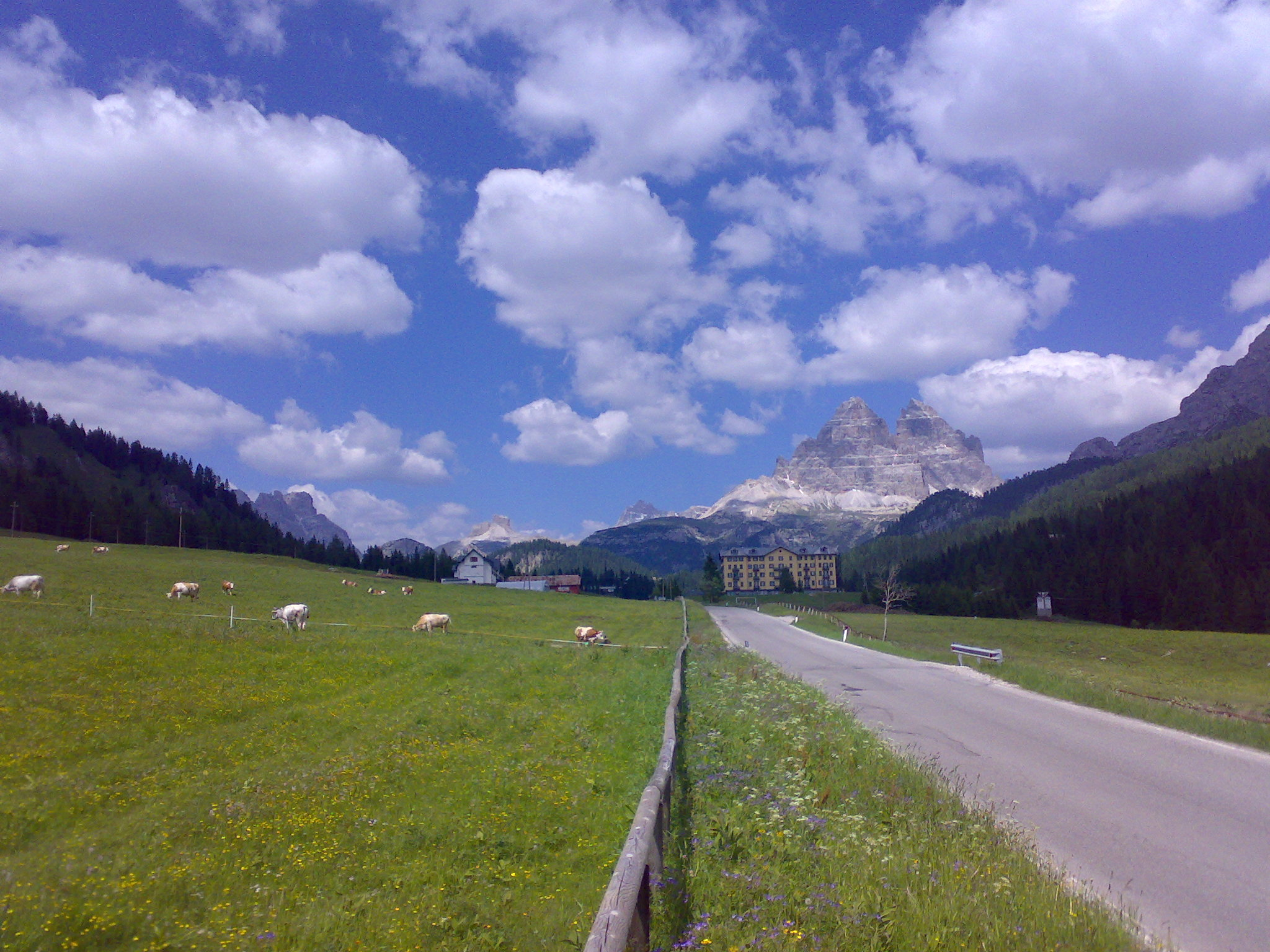
Panoramica verso Misurina
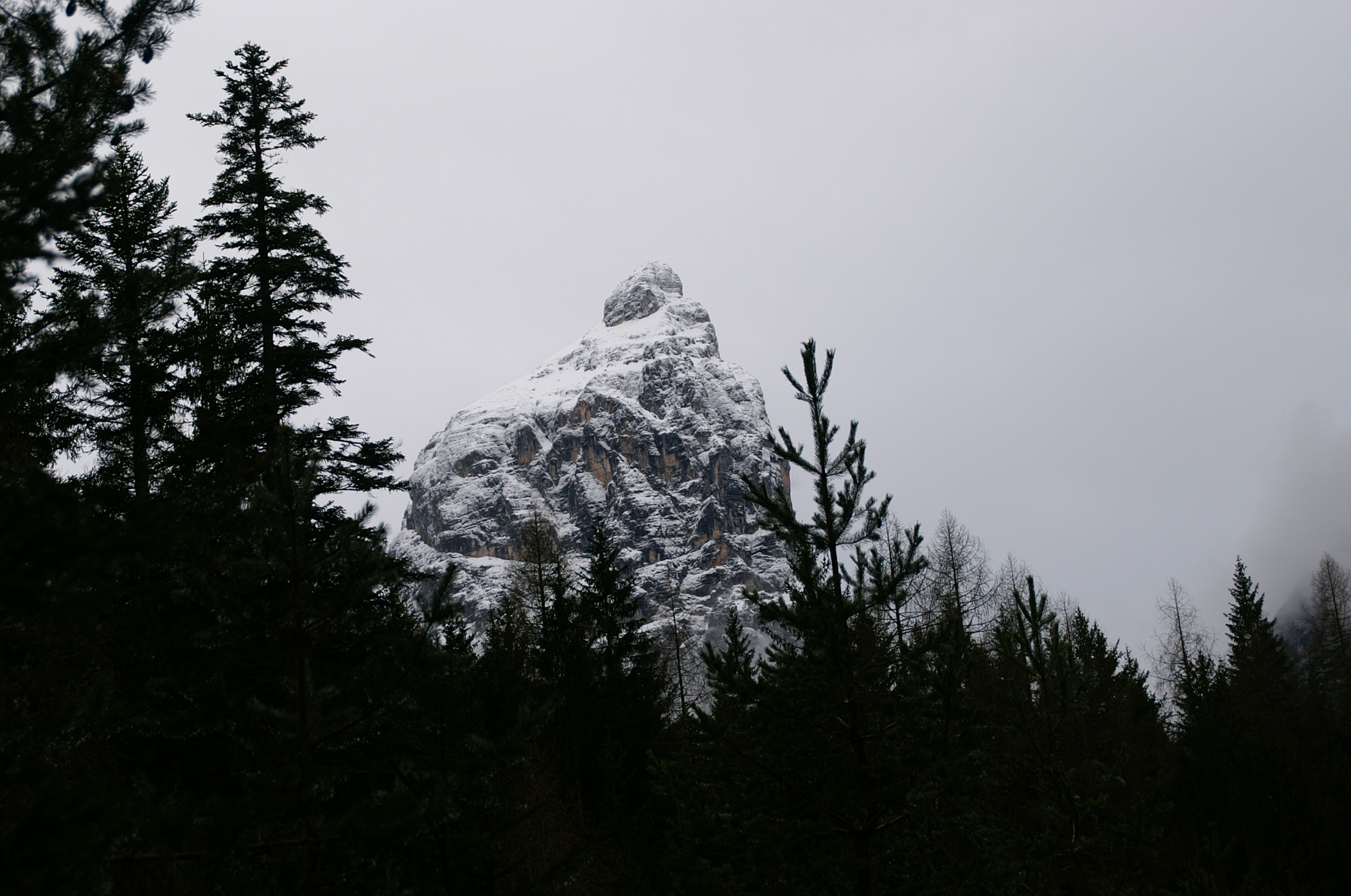
Il Corno del Doge innevato
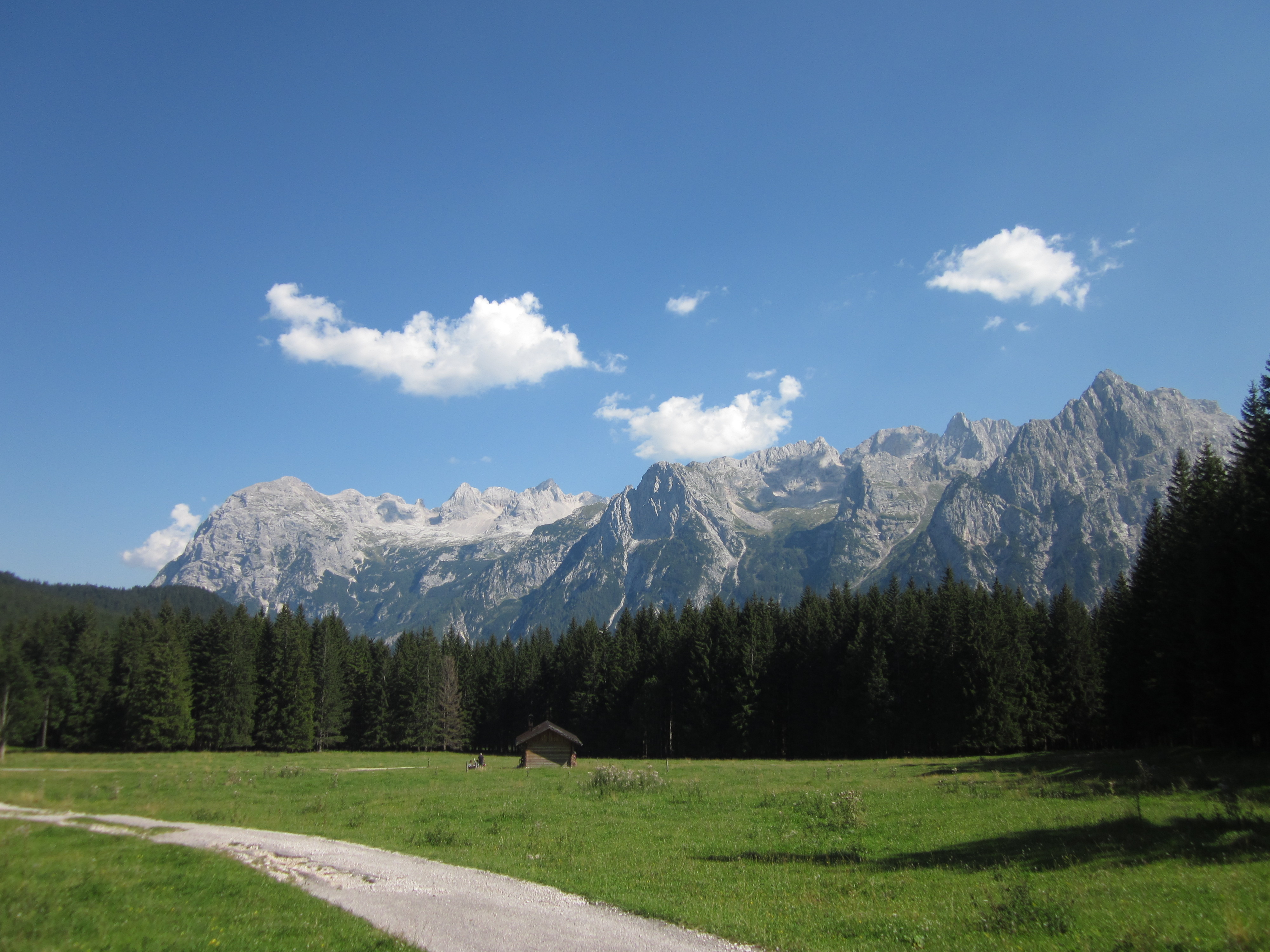
Le Marmarole da Federavècchia